# 蘇倫欽
蘇倫欽（波蘭語：Sulęcin；德語：Zielenzig）是波蘭的城鎮，位於該國西部，距離大波蘭地區戈茹夫45公里，由盧布斯卡省負責管轄，面積8.56平方公里，該地區自公元前二世紀有人類居住，2008年人口10,638。

## 外部連結
- Official town website（页面存档备份，存于）
- Jewish Community in Sulęcin （页面存档备份，存于） on Virtual Shtetl

52°26′40″N 15°06′40″E / 52.44444°N 15.11111°E